# 걸미로
걸미로(Geolmi-ro)는 경기도 안성시 두계교에서 죽산삼거리를 연결해 주는 총 연장 8.732 km의 안성시의 도로이다.

## 노선
| 이름          | 접속 노선                        | 소재지        | 소재지        | 비고                        |
| 진광로와 직결 | 진광로와 직결                    | 진광로와 직결 | 진광로와 직결 | 진광로와 직결               |
| ------------- | -------------------------------- | ------------- | ------------- | --------------------------- |
| 두계교        |                                  | 안성시        | 죽산면        |                             |
| 걸미삼거리    | 두메호수로                       | 안성시        | 죽산면        |                             |
| 두교 교차로   | 국도 제17호선 (송문주로)         | 안성시        | 죽산면        |                             |
| 당진삼거리    | 용설로                           | 안성시        | 죽산면        | 국가지원지방도 제82호선구간 |
| 두현 교차로   | 국도 제38호선 (서동대로)         | 안성시        | 죽산면        | 국가지원지방도 제82호선구간 |
| 두현교        |                                  | 안성시        | 죽산면        | 국가지원지방도 제82호선구간 |
| 죽산삼거리    | 국가지원지방도 제82호선 (죽주로) | 안성시        | 죽산면        | 국가지원지방도 제82호선구간 |

## 주요 건물 및 시설
- SK에너지 한강주유소 (걸미로 169/당목리 436-3)
- 현대오일뱅크 (걸미로 418/ 당목리 691-5)
- 칠장기사식당 (걸미로 422/ 당목리 945-3)
- 세븐일레븐 안성칠장사점 (걸미로 422/ 당목리 945-3)
- CU 안성 장계리점 (걸미로 630/ 장계리 580)
- 현대오일뱅크 (걸미로 636/ 장계리 599-4)